# Antônio Francisco Leal Lobo
Antônio Francisco Leal Lobo (São Luís, 4 de julho de 1870 - São Luís, 24 de junho de 1916), foi um jornalista, poeta, romancista, professor, tradutor e publicista.
Foi professor da Escola Normal e do Seminário das Mercês. Dirigiu superiormente o antigo Liceu Maranhense, a Instrução Pública e a Biblioteca Pública.
Como jornalista foi redator e colaborador de muitos órgãos da imprensa de São Luís, como ”Pacotilha”, “A Tarde”, “O Jornal”, “Diário do Maranhão”, “Federalista”, “Revista Elegante” e a “Revista do Norte”.
Foi um dos fundadores da Academia Marenhense de Letras (AML) ali instituiu a Cadeira Nº 14, patrocinada por Nina Rodrigues.

## Obras
- A carteira de um neurastênico (1903)
- Positivismo e micróbrios (1908)
- A doutrina transformista e a variação microbiana (1909)
- Os novos atenienses (1909)
- Pela Rama (1911)
- A política maranhense (1916)

### Traduções
Verteu para o português os romances Henrietta de François Coppée, publicado em 1893 e Debalde de Henryk Sienkiewicz, publicado em 1901.  Em parceria com Fran Paxeco traduziu a comédia Juiz sem juízo de A. Bisson, , publicado em 1910.